# Great Busby
Cet article possède un paronyme, voir Busby.
Great Busby est un village et une paroisse civile du Yorkshire du Nord, en Angleterre.